# 阿部文音
阿部 文音（あべ あやね）は、元TBSラジオキャスター。宮城県出身。

## 経歴
2011年から2017年6月までTBSラジオキャスターを務めた。2017年2月22日に婚姻届を提出したことを2017年2月26日の番組出演時に発表。TBSラジオキャスターを退任後も下記の通りTBSラジオの番組に出演している。

## 出演番組
- たまむすび - 「桃屋のかんたんレシピ｣のコーナー担当

## 過去の出演番組
すべてTBSラジオの番組
- 交通情報 - 埼玉県警担当、2016年3月まで
- 毒蝮三太夫のミュージックプレゼント - アシスタント
- 爆笑問題の日曜サンデー - 「週末版TBSラジオショッピング」のコーナー担当。退任後は田中ひとみが引き継ぎ。
- 伊集院光とらじおと - TBSラジオショッピングのコーナー担当。退任後は久保絵理紗が引き継ぎ。
- 土曜ワイドラジオTOKYO ナイツのちゃきちゃき大放送 - 「ちゃきちゃきご祝儀中継隊｣のコーナー担当。退任後は加藤奈央が引き継ぎ。
- 安住紳一郎の日曜天国 - 「日天おでかけリサーチ｣のコーナー担当　退任後に担当。